# Molodiojni (Vorónej)
|  | Per a altres significats, vegeu «Molodiojni». |

Molodiojni (en rus: Молодёжный) és un poble (un possiólok) de l'óblast de Vorónej, a Rússia, segons el cens del 2010 tenia 289 habitants.